# The Extendables
The Extendables è un film del 2014 diretto da Brian Thompson.
La pellicola, con soggetto e sceneggiatura dello stesso regista e interprete principale Brian Thompson, ironizza sui film I mercenari - The Expendables e I mercenari 2.

## Produzione
Il budget del film è di circa 500.000 dollari.
Le riprese del film si svolgono tra California ed Uzbekistan.

## Distribuzione
Il primo trailer del film viene diffuso il 22 ottobre 2013 attraverso il canale YouTube personale di Brian Thompson. Il film è stato distribuito negli Stati Uniti il 3 agosto 2014.
Il film è disponibile per il download su iTunes.